# Sarbeliusz
Sarbeliusz, Sarbel, Szarbel – imię męskie pochodzenia greckiego, odnoszące się do człowieka noszącego szerokie spodnie, a więc Scyty lub Asyryjczyka. Podstawę imienia stanowi aramejskie słowo sarbalin oznaczającego szarawary (pers. szalwār ‘spodnie’).
Sarbeliusz obchodzi imieniny: 29 stycznia oraz 24 lipca.
Odpowiedniki w innych językach:
- łacina – Sarbelius
- język francuski – Charbel
- język niemiecki – Scharbel
- język polski – Szarbel
- język rosyjski – Шарбель
- język ormiański – Շարբել
- język syryjski – ܫܪܒܠ

Znane osoby noszące imię Sarbeliusz, Szarbel:
- Sarbel z Edessy – święty męczennik z II w.
- Szarbel Makhlouf – święty mnich maronicki z XIX w.
- Charbel Georges Merhi CML – maronicki biskup Buenos Aires (ur. 1937)
- Charbel Tayah – libański pisarz, profesor akademicki (ur. 1953)
- Szarbel Nahhas – libański polityk (ur. 1954)
- Charbel Rouhana – libański muzyk i kompozytor (ur. 1965)
- Charbel Gustavo Jalkh Röben – ekwadoriański polityk (ur. 1966)
- Sharbel Qatan – libański pisarz (ur. 1970)
- Charbel Haber – libański muzyk, członek grupy Scrambled Eggs (ur. 1978)
- Sarbel Michael – grecko-cypryjski piosenkarz (ur. 1981)
- Charbel Georges – szwedzki piłkarz (ur. 1993)